# Єдаков Ярослав Юрійович
Єдаков Ярослав Юрійович (нар. 25 січня 1976) — народний депутат України за списками політичної партії «Народний фронт».

## Життєпис
Освіта вища, директор, ТОВ МП «Сотер», член Політичної партії «Народний фронт», проживає в місті Боярка Києво-Святошинського району Київської області, судимість відсутня, включений до виборчого списку під № 77.

## Парламентська діяльність
Був одним з 59 депутатів, що підписали подання, на підставі якого Конституційний суд України скасував статтю Кримінального кодексу України про незаконне збагачення, що зобов'язувала держслужбовців давати пояснення про джерела їх доходів і доходів членів їх сімей. Кримінальну відповідальність за незаконне збагачення в Україні запровадили у 2015 році. Це було однією з вимог ЄС на виконання Плану дій з візової лібералізації, а також одним із зобов'язань України перед МВФ, закріпленим меморандумом.